# Burgkapelle Seckendorf

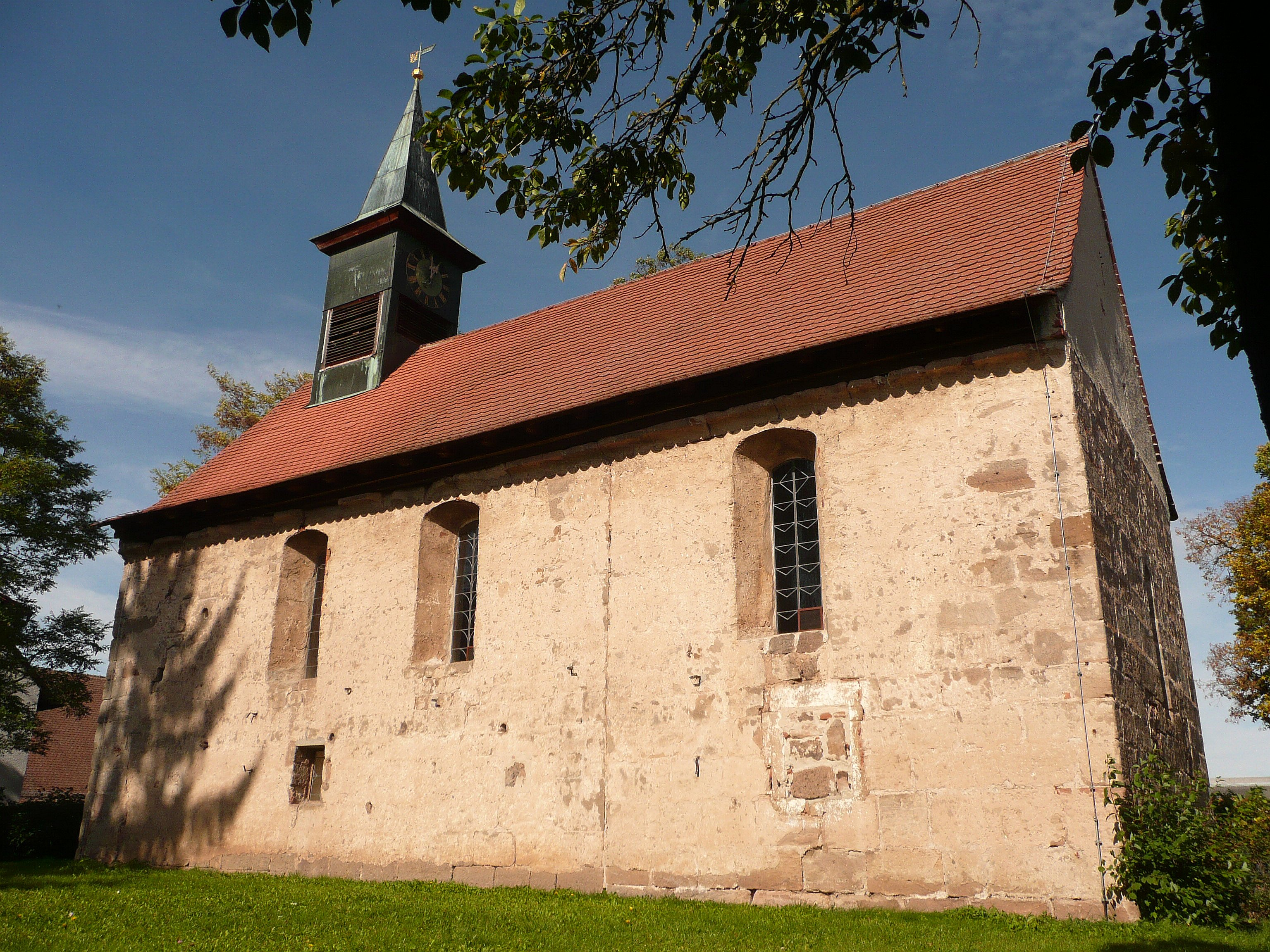
Burgkapelle Seckendorf

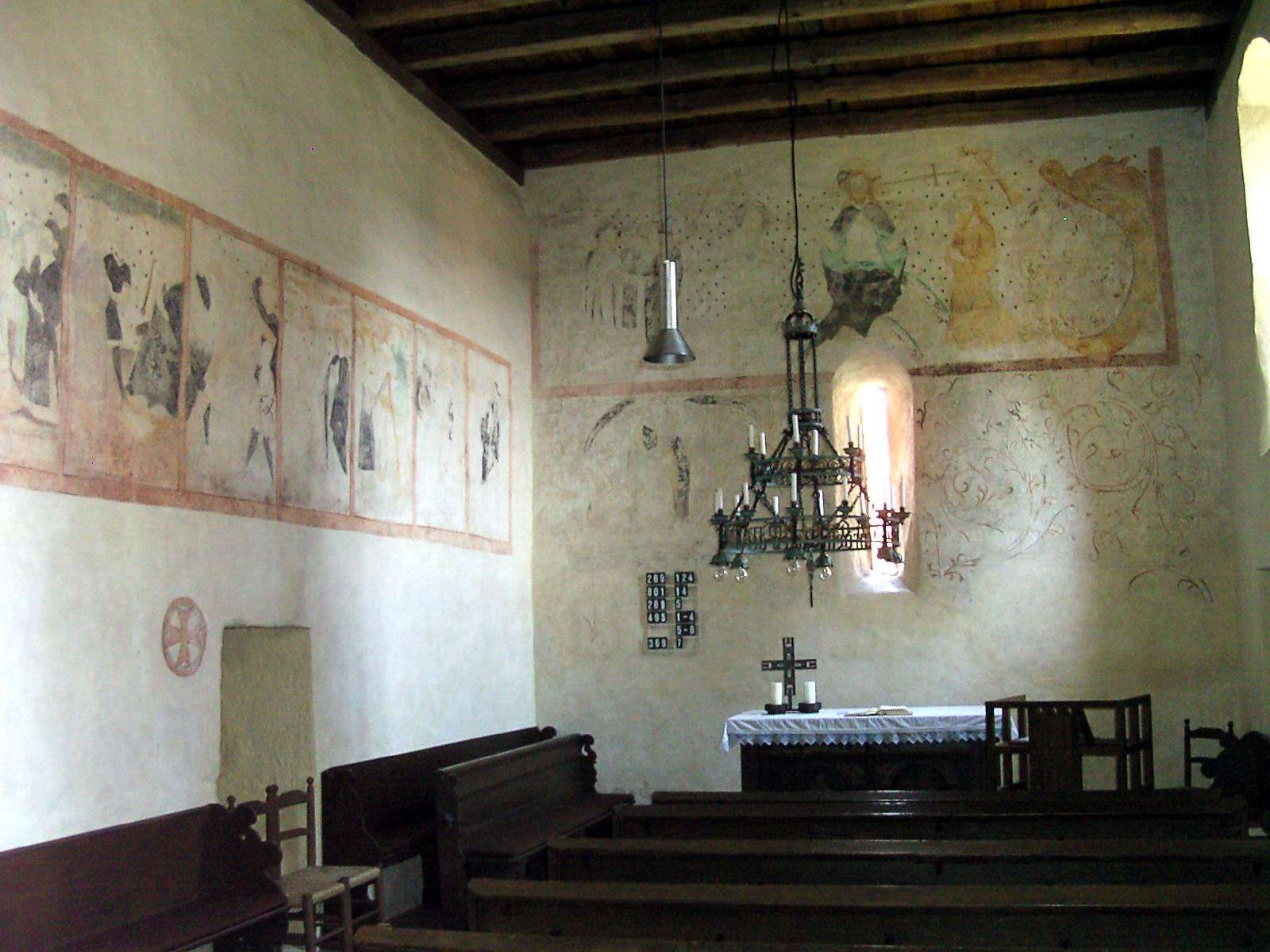
Innenansicht mit Fresken

Die Burgkapelle in Seckendorf, einem Gemeindeteil des Marktes Cadolzburg im mittelfränkischen Landkreis Fürth, wurde in der ersten Hälfte des 13. Jahrhunderts errichtet. Die profanierte Kapelle am Kapellenweg 11 ist ein geschütztes Baudenkmal. Im Jahr 2024 wurde die Kapelle für ca. 570.000 Euro komplett saniert und von Bauhistorikern und vom Landesamt für Denkmalpflege in Bayern vollständig untersucht.
Die Burgkapelle der ehemaligen Burg ist ein eingeschossiger Rechteckbau mit Satteldach und Dachreiter aus Sandsteinquadern. Das östliche Giebelfeld ist verputzt. Der Ostteil entstand im 14. Jahrhundert, der Westteil in der ersten Hälfte des 15. Jahrhunderts. In den Jahren 1983/84 wurden Fresken freigelegt.